# Джон-Дей (Орегон)
Джон-Дей (англ. John Day) — місто (англ. city) в США, в окрузі Грант штату Орегон. Населення — 1664 особи (2020).

## Географія
Джон-Дей розташований за координатами 44°25′10″ пн. ш. 118°57′7″ зх. д. / 44.41944° пн. ш. 118.95194° зх. д. (44.419424, -118.952082).  За даними Бюро перепису населення США в 2010 році місто мало площу 4,85 км², уся площа — суходіл. В 2017 році площа становила 5,58 км², уся площа — суходіл.

### Клімат
| Клімат : Джон-Дей       | Клімат : Джон-Дей | Клімат : Джон-Дей | Клімат : Джон-Дей | Клімат : Джон-Дей | Клімат : Джон-Дей | Клімат : Джон-Дей | Клімат : Джон-Дей | Клімат : Джон-Дей | Клімат : Джон-Дей | Клімат : Джон-Дей | Клімат : Джон-Дей | Клімат : Джон-Дей | Клімат : Джон-Дей |
| Показник                | Січ.              | Лют.              | Бер.              | Квіт.             | Трав.             | Черв.             | Лип.              | Серп.             | Вер.              | Жовт.             | Лист.             | Груд.             | Рік               |
| Абсолютний максимум, °C | 20,6              | 22,8              | 26,7              | 32,8              | 36,7              | 39,4              | 43,3              | 44,4              | 43,3              | 35,0              | 26,1              | 18,9              | 44,4              |
| Середній максимум, °C   | 5,3               | 8,4               | 11,8              | 15,4              | 20,3              | 25,3              | 31,3              | 30,9              | 26,1              | 18,7              | 10,3              | 5,8               | 17,5              |
| Середній мінімум, °C    | −5,4              | −3,9              | −2                | 0,3               | 3,9               | 7,2               | 9,5               | 8,7               | 4,8               | 0,9               | −2,2              | −5,1              | 1,4               |
| Абсолютний мінімум, °C  | −31,1             | −28,9             | −20,6             | −10,6             | −10,6             | −3,9              | 1,7               | −1,1              | −6,1              | −15,6             | −22,8             | −30,6             | −31,1             |
| Норма опадів, мм        | 30                | 20                | 29                | 34                | 46                | 36                | 13                | 18                | 18                | 26                | 34                | 33                | 335               |
| Днів з опадами          | 11                | 9                 | 11                | 11                | 11                | 8                 | 3                 | 4                 | 5                 | 8                 | 11                | 11                | 103,0             |
| ----------------------- | ----------------- | ----------------- | ----------------- | ----------------- | ----------------- | ----------------- | ----------------- | ----------------- | ----------------- | ----------------- | ----------------- | ----------------- | ----------------- |
| Джерело:                |                   |                   |                   |                   |                   |                   |                   |                   |                   |                   |                   |                   |                   |

## Демографія
Згідно з переписом 2010 року, у місті мешкали 1744 особи в 794 домогосподарствах у складі 450 родин. Густота населення становила 360 осіб/км².  Було 895 помешкань (185/км²).
Расовий склад населення:
| - 94,4 % — білих - 1,5 % — корінних американців - 0,7 % — азіатів - 0,5 % — чорних або афроамериканців - 0,1 % — вихідців з тихоокеанських островів - 1,0 % — осіб інших рас |

До двох чи більше рас належало 1,8 %. Частка іспаномовних становила 2,7 % від усіх жителів.
За віковим діапазоном населення розподілялося таким чином: 22,2 % — особи молодші 18 років, 55,8 % — особи у віці 18—64 років, 22,0 % — особи у віці 65 років та старші. Медіана віку мешканця становила 42,9 року. На 100 осіб жіночої статі у місті припадало 91,0 чоловіків;  на 100 жінок у віці від 18 років та старших — 86,1 чоловіків також старших 18 років.
Середній дохід на одне домашнє господарство  становив 45 778 доларів США (медіана — 33 276), а середній дохід на одну сім'ю — 56 865 доларів (медіана — 49 605). Медіана доходів становила 46 685 доларів для чоловіків та 32 917 доларів для жінок. За межею бідності перебувало 14,3 % осіб, у тому числі 14,5 % дітей у віці до 18 років та 13,8 % осіб у віці 65 років та старших.
Цивільне працевлаштоване населення становило 721 осіб. Основні галузі зайнятості: освіта, охорона здоров'я та соціальна допомога — 25,8 %, публічна адміністрація — 14,1 %, сільське господарство, лісництво, риболовля — 13,3 %.